# Championnat du Mozambique de football 2015
Navigation
Saison 2014 Saison 2016
La saison 2015 du Championnat du Mozambique de football est la trente-neuvième édition du championnat de première division au Mozambique. Les quatorze meilleurs clubs du pays sont regroupés au sein d'une poule unique où ils s'affrontent deux fois, à domicile et à l'extérieur. En fin de saison, pour permettre le passage du championnat à seize clubs, seul le dernier du classement est relégué et remplacé par les trois meilleurs clubs de deuxième division.
C'est le Clube Ferroviário de Maputo qui remporte le championnat cette saison après avoir terminé en tête du classement final, avec un seul point d'avance sur le CD Costa do Sol et le double tenant du titre, la Liga Desportiva de Maputo. Il s'agit du dixième titre de champion du Mozambique de l'histoire du club en cinq saisons.

## Les clubs participants
| - CD Costa do Sol - CD Maxaquene - Ferroviario de Nacala - Promu de D2 - Clube Ferroviário de Maputo - Vilankulo FC - Promu de D2 - Desportivo de Nacala - Clube Ferroviário de Quelimane | - Clube Ferroviário de Nampula - Primeiro de Maio de Quelimane - Promu de D2 - Clube Ferroviário da Beira - Liga Desportiva de Maputo - Grupo Desportivo de Maputo - FC Chibuto - GD HCB de Songo |

## Compétition

### Classement
Le barème utilisé pour établir le classement est le suivant :
- Victoire : 3 points
- Match nul : 1 point
- Défaite, forfait ou abandon : 0 point

| Rang | Équipe                         | Pts | J  | G  | N  | P  | Bp | Bc | Diff |
| ---- | ------------------------------ | --- | -- | -- | -- | -- | -- | -- | ---- |
| 1    | Clube Ferroviário de Maputo    | 44  | 26 | 12 | 8  | 6  | 35 | 20 | +15  |
| 2    | CD Costa do Sol                | 43  | 26 | 12 | 7  | 7  | 26 | 17 | +9   |
| 3    | Liga Desportiva de Maputo'T'C  | 43  | 26 | 12 | 7  | 7  | 26 | 12 | +14  |
| 4    | Clube Ferroviário da Beira     | 39  | 26 | 11 | 6  | 9  | 24 | 21 | +3   |
| 5    | GD HCB de Songo                | 39  | 26 | 10 | 9  | 7  | 22 | 17 | +5   |
| 6    | Clube Ferroviário de Nampula   | 37  | 26 | 9  | 10 | 7  | 18 | 18 | 0    |
| 7    | CD Maxaquene                   | 36  | 26 | 10 | 6  | 10 | 21 | 21 | 0    |
| 8    | Ferroviario de NacalaP         | 34  | 26 | 9  | 7  | 10 | 17 | 15 | +2   |
| 9    | FC Chibuto                     | 34  | 26 | 8  | 10 | 8  | 24 | 20 | +4   |
| 10   | Vilankulo FCP                  | 34  | 26 | 9  | 7  | 10 | 23 | 27 | -4   |
| 11   | Grupo Desportivo de Maputo     | 30  | 26 | 7  | 9  | 10 | 17 | 25 | -8   |
| 12   | Primeiro de Maio de QuelimaneP | 29  | 26 | 6  | 11 | 9  | 17 | 25 | -8   |
| 13   | Desportivo de Nacala           | 27  | 26 | 6  | 9  | 11 | 16 | 27 | -11  |
| 14   | Clube Ferroviario Quelimane    | 19  | 26 | 3  | 10 | 13 | 9  | 30 | -21  |

|  | Qualification pour la Ligue des champions de la CAF 2016                                        |
|  | Qualification pour la Coupe de la confédération 2016                                            |
|  | Relégation directe en deuxième division                                                         |
|  | T : Tenant du titre C : Vainqueur de la Coupe du Mozambique P : Club promu de deuxième division |

## Bilan de la saison
| Championnat du Mozambique de football 2015                             |                                         |
| Champion                                                               | Clube Ferroviário de Maputo (10e titre) |
| Coupes et trophées                                                     |                                         |
| Vainqueur de la Coupe du Mozambique 2015                               | Liga Desportiva de Maputo               |
| Qualifications continentales                                           |                                         |
| Ligue des champions de la CAF 2016                                     | Clube Ferroviário de Maputo             |
| Coupe de la confédération 2016                                         | Liga Desportiva de Maputo               |
| Promotions et relégations                                              |                                         |
| Promus en Moçambola                                                    | Estrela Vermelha de Maputo              |
| Promus en Moçambola                                                    | Chingale de Tete                        |
| Promus en Moçambola                                                    | Clube Desportivo de Niassa              |
| Relégués en Championnat du Mozambique de football de deuxième division | Clube Ferroviario Quelimane             |